# Diocesi di Wiener Neustadt
La diocesi di Wiener Neustadt (in latino Dioecesis Neostadiensis) è una sede soppressa e sede titolare della Chiesa cattolica.

## Storia
La diocesi di Wiener Neustadt fu eretta il 18 gennaio 1469 con la bolla In supremae dignitatis specula di papa Paolo II, in seguito ad un pellegrinaggio che l'imperatore Federico III fece a Roma. Sede episcopale era la città di Wiener Neustadt, dove fungeva da cattedrale la chiesa dell'Assunta e di San Ruperto.
L'Imperatore aveva il diritto di scegliere i candidati alla sede episcopale in forza di un indulto concesso in una fase iniziale e dal 1480, con papa Sisto IV, di un privilegio concesso a tutti gli arciduchi austriaci.
Tra i personaggi legati alla diocesi si ricorda Johann Fabri, uno degli avversari più zelanti di Martin Lutero che, prima di diventare arcivescovo di Vienna fu coadiutore del vescovo di Wiener Neustadt dal 1524 al 1530.
Inizialmente suffraganea dell'arcidiocesi di Salisburgo, il 1º giugno 1722 entrò a far parte della provincia ecclesiastica di Vienna.
La diocesi fu soppressa il 28 gennaio 1785 con la bolla Inter plurimas di papa Pio VI e il suo territorio annesso all'arcidiocesi di Vienna.
Dal 1990 Wiener Neustadt è annoverata tra le sedi vescovili titolari della Chiesa cattolica; dall'11 ottobre 1997 il vescovo titolare è Christian Werner, già ordinario militare per l'Austria.

## Cronotassi

### Vescovi residenziali

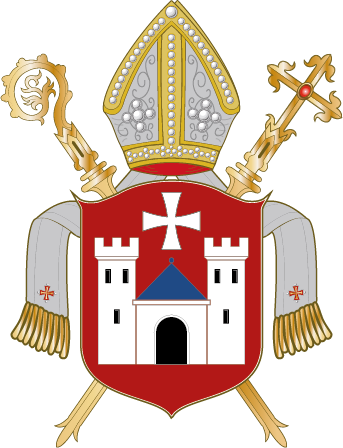
Stemma della diocesi di Wiener Neustadt

- Petrus Engelprecht † (10 marzo 1477 - 17 febbraio 1491 deceduto)
- Augustin Kiebinger, C.R.S.A. † (23 ottobre 1491 - 24 luglio 1495 deceduto)
  - Sede vacante (1495-1521)
- Theoderich Kammerer, O.F.M. † (25 ottobre 1521 - settembre 1530 deceduto)
- Gregor Angerer † (21 giugno 1531 - 2 aprile 1548 deceduto)
- Heinrich Muelich † (21 agosto 1549 - ?)
- Christoph Wertwein † (1550 - 20 maggio 1553 deceduto)
- Franz Abstemius † (1553 - 1558 deceduto)
- Kaspar von Logau † (13 marzo 1560 - 17 aprile 1562 nominato vescovo di Breslavia)
- Christian Napponäus, O.S.B. † (7 febbraio 1565 - 16 novembre 1571 deceduto)
- Lambert Gruter † (5 ottobre 1574 - 3 agosto 1582 deceduto)
- Martin Radwiger, O.S.A. † (6 novembre 1587 - 15 aprile 1588 deceduto)
  - Melchior Khlesl † (4 ottobre 1588 - 18 settembre 1630 deceduto) (amministratore apostolico)
- Matthias Geißler † (7 luglio 1631 - 20 febbraio 1639 deceduto)
- Johann Thuanus † (3 ottobre 1639 - 11 gennaio 1666 deceduto)
- Laurenz Aidinger † (15 dicembre 1666 - 23 luglio 1669 deceduto)
- Leopold Karl von Kollonitsch † (19 maggio 1670 - 16 settembre 1686 nominato vescovo di Győr)
- Cristóbal de Rojas y Spínola, O.F.M. † (3 marzo 1687 - 12 marzo 1695 deceduto)
- Franz Anton von Puchheim † (19 settembre 1695 - 13 ottobre 1718 deceduto)
- Ignaz von Lovina † (15 marzo 1719 - 14 settembre 1720 deceduto)
- Johann Moritz Gustav von Manderscheid-Blankenheim † (14 gennaio 1722 - 18 dicembre 1733 nominato arcivescovo di Praga)
- Johann Franz Anton von Khevenhüller † (15 dicembre 1734 - 22 dicembre 1740 dimesso)
- Ferdinand Michael Cyriakus von Hallweil † (29 maggio 1741 - 2 giugno 1773 deceduto)
- Johann Heinrich von Kerens † (3 aprile 1775 - 14 febbraio 1785 nominato vescovo di Sankt Pölten)

### Vescovi titolari
- Alfred Kostelecky † (10 febbraio 1990 - 22 febbraio 1994 deceduto)
- Christian Werner, dall'11 ottobre 1997